# 石川誠 (内科医)
石川 誠（いしかわ まこと、1925年12月6日 - 1992年2月24日）は、日本の内科医。専門は消化器病学、特に消化吸収。医学博士。

## 経歴
東京出身。第一高等学校 (旧制)から、東北大学医学部卒業。1950年、同大医学部内科教室（教授　黒川利雄）に入局。1953-1958年、フルブライト留学生として米国留学。1970年、東北大学医学部助教授。1974年、山形大学医学部教授（内科学第二講座初代教授）。1980年、同大大学病院院長。退官後、寒河江市立病院院長を務めた。1992年2月24日、腹部大動脈瘤破裂のため死去。66歳没。
日本消化器病学会会長、日本胃集団検診学会会長、日本内科学会・日本消化器内視鏡学会・日本消化器集団検診学会・日本臨床栄養学会などの評議員、厚生省特定疾患「消化吸収障害調査研究班」班長などを歴任。

## 参考資料
- 「山形大学医学部内科学第二講座　十年の歩み」、山形大学医学部内科学第二講座　開講十周年記念会実行委員会、1984